# Scotiabank Saddledome
O Scotiabank Saddledome é um ginásio polidesportivo localizado na cidade de Calgary, na província de Alberta, no Canadá e situa-se a este do local do famoso rodeo Calgary Stampede. É também conhecido por "The Saddledome" ou ainda "The Dome". Abriu em 15 de outubro de 1983 com o nome de Olympic Saddledome. É a casa do time de hóquei no gelo Calgary Flames da NHL, do time de box lacrosse Calgary Roughnecks da NLL e do time de hóquei no gelo Calgary Hitmen da WHL.
O estádio pode receber 20.100 espectadores, e inclui 76 suítes de luxo, 2 super suítes e 6 restaurantes e bares.

## Arquitectura
- Arquitecto: Graham McCourt
- Engenheiro: Jan Bobrowski and Partners
- Custo: 100.000.000 CAD

A chamativa cúpula em forma de sela (saddle dome), que dá o seu nome à estrutura, é um parabolóide hiperbólico invertido. Pensa-se que o original desenho deste estádio ainda detém o título mundial de maior cúpula de cimento em forma de parabolóide hiperbólico. O Saddledome constitui um círculo com um raio de 67.7 m. Construído usando painéis de cimento, o telhado tem um vão de 122 metros que cobre 12.000 metros quadrados, mas tem uma grossura de apenas 60 centímetros.

## Eventos
Em janeiro de 2010 a banda Guns N Roses fez um show histórico aqui no Scotiabank Saddledome com direito a recorde de publico com 22.000 pessoas, foi sem duvidas o melhor show realizado no Scotiabank Saddledome. No dia 21 de julho de 2012 o Scotibank Saddledome receberá o UFC 149: Faber vs. Barão, o primeiro evento do UFC em Calgary. 

## Galeria
- Exterior a noite
- Interior na configuração para box lacrosse
- Interior na configuração para hóquei no gelo